# Geranomyia oneris
Geranomyia oneris är en tvåvingeart som först beskrevs av Alexander 1957.  Geranomyia oneris ingår i släktet Geranomyia och familjen småharkrankar.
Artens utbredningsområde är Peru. Inga underarter finns listade i Catalogue of Life.